# Steeve Louissaint
Steeve Louissaint, né à Yverdon-les-Bains le 11 novembre 1987, est un joueur de basket-ball suisse, d'origine haïtienne.

## Biographie
Steeve Louissaint est l'aîné d'une fratrie composée, en plus de lui-même, par Gardner et Axel Louissaint, eux aussi basketteurs.
Selon ses propres déclarations, la passion du basket lui aurait été transmise par des membres de sa famille, vivant dans le Nord vaudois.
En 1995, alors élève à l'établissement primaire de Pestalozzi, il obtient le Prix de la Fondation Petit Maître. Deux ans plus tard, le 25 janvier 1997, il participe à un "basketàthon" en faveur de l'USY dans la salle omni-sport du collège Léon-Michaud. Il intègre, en 2001, l'équipe des benjamins A ; la relève de l'US Yverdon Basket (USY).
En 2003, il participe à l'organisation d'un tournoi de streetball à la Marive, à Yverdon-les-Bains, quelques jours après avoir obtenu, son certificat d'études de la voie secondaire générale, dans cette même ville, agrémenté du prix de gymnastique garçons.
En 2007, une saison avant d'entrer au BBC Monthey, il fait la une de la partie consacrée au sport dans le journal La Région Nord Vaudois, en compagnie de Thabo Sefolosha. Il est alors le meneur titulaire de l'équipe de Suisse. À cette époque, Steeve Louissaint fait partie de l'équipe nationale depuis 2006 réalisant un vieux rêve d'enfance. Auparavant, il a transité par les centres de formation de Chalon-sur-Saône, de Strasbourg, de Neuchâtel et de Boncourt.

### 2011-2012
Il atteint, avec le BBC Monthey, la finale de la coupe de Suisse, en 2012, après une victoire en demi-finale contre Genève sur le score de 91-70. La finale, contre Lugano, sonne alors comme une revanche puisque c'est contre ce même adversaire que le BBC Monthey s'était incliné pour un seul point (68-67) au même stade de la compétition un an plus tôt. Las pour Steeve Louissaint, pour son frère Gardner et pour le BBC Monthey, l'équipe valaisanne est une nouvelle fois vaincue par sa grande rivale tessinoise sur le score de 76-74, alors que Monthey a mené au score durant la première moitié du match. Dans la foulée de cette défaite, le BBC Monthey est éliminé au stade des demi-finales du championnat de LNA par l'équipe des Lions de Genève, sur le score de 71-82.
Quelques jours plus tard, Louissaint organise un tournoi de basket en "un contre un" afin de, dans une ambiance bon enfant, déterminer le joueur qui mérite le titre de "meilleur basketteur de Suisse". L'événement qui se déroule le dimanche 27 mai 2012 est organisé en collaboration avec le judoka Matthieu Pahud et le GZAH, association qui vient en aide aux victimes du tremblement de terre qui avait ravagé deux ans plus tôt l'île d'Haïti dont sont originaires Louissaint et Pahud.
Au mois d'août 2012, Steeve Louissaint fait ses débuts avec l'équipe nationale, lors de la campagne de qualification pour l'Eurobasket 2013. Le premier match qui voit s'affronter la Suisse et l'Albanie se solde par une victoire de l'équipe helvétique (76-51 dont cinq marqués par Steeve Louissaint). À cette victoire initiale suit alors une défaite à domicile, contre la Pologne sur le score de 80-66 (cinq points par Steeve Louissaint). Lors de son troisième match, l'équipe de Suisse l'emporte contre la Belgique (82-73). En parallèle de cette victoire, Steeve Louissaint quitte le BBC Monthey pour L'Union Neuchâtel, alors néo-promu en LNA Enfin, la campagne de qualifications pour l'Eurobasket s'achève par une défaite contre la Finlande (84-77).

### 2012-2013
Fraîchement débarqué à l'Union Neuchâtel Basket, Steeve Louissaint et son équipe affrontent, le 2 février 2013, en demi-finale de la coupe de Suisse l'équipe tessinoise de Vacallo. Le résultat est une défaite amère sur le score de 80-66 en faveur de l'équipe sud-alpine. Durant cette demi-finale, Steeve Louissaint aura passé 11'44'' sur le terrain, tiré deux fois au panier et marqué à une reprise (2 points). Pourtant un incroyable coup du sort va permettre à Louissaint et son équipe de finalement disputer la finale de la coupe de Suisse : la faillite de Vacallo conduit en effet au repêchage de l'Union Neuchâtel Basket ce qui permet au joueur nord-vaudois de participer à sa troisième finale consécutive en coupe de Suisse. Celle-ci se joue contre une autre équipe du Tessin : Massagno. À l'issue d'une partie haletante, durant laquelle l'Union Neuchâtel Basket est mené pendant plus de la moitié du match, Steeve Louissaint et ses coéquipiers remportent la coupe de Suisse, en battant leurs adversaires 89-85. C'est le premier titre d'envergure nationale pour le joueur suisse.
Début juillet 2013, la presse genevoise dévoile que Louissaint quitte l'Union Neuchâtel Basket pour les Lions de Genève.

### 2013

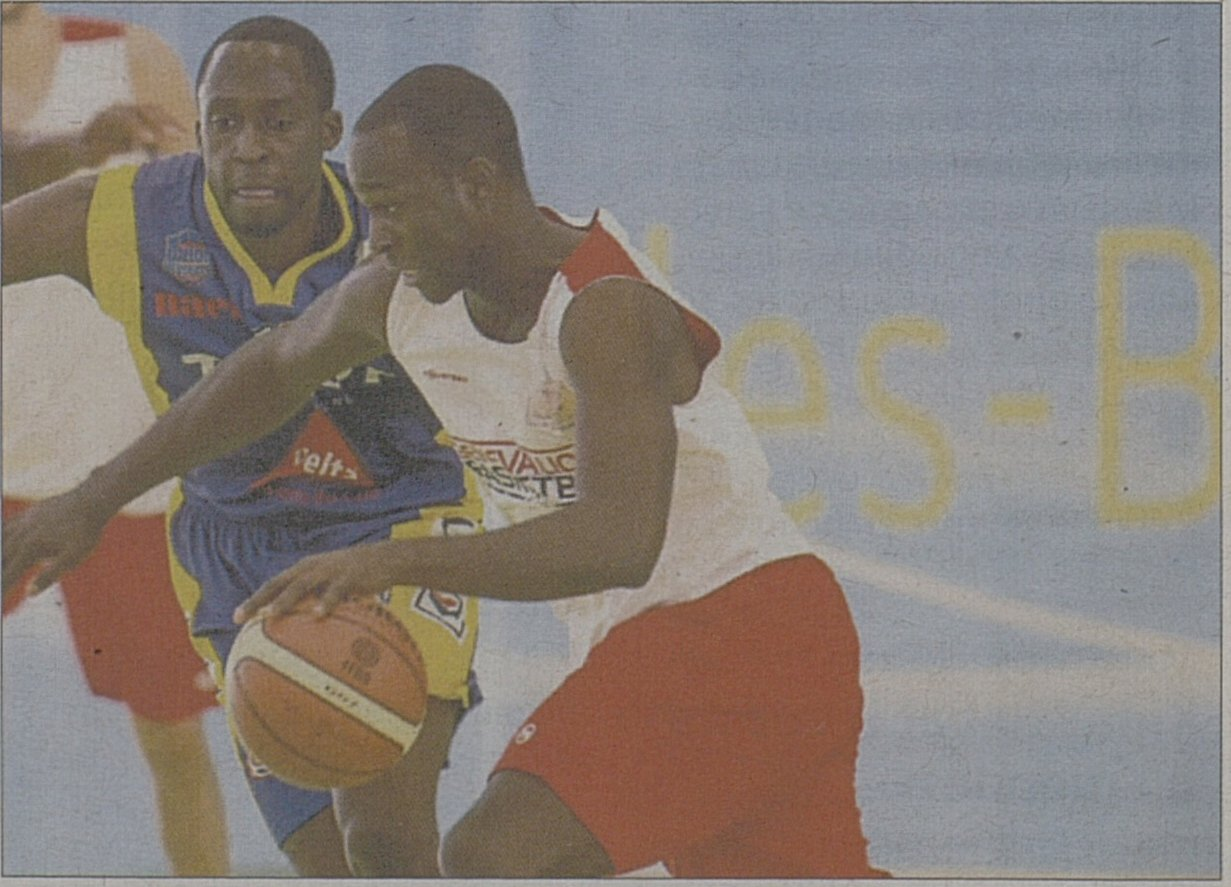
Steeve Louissaint tente de percer la défense de son frère Gardner lors d'un match opposant les Lions de Genève à Union Neuchâtel.

Retenu en équipe de Suisse afin de participer à la campagne de qualification de l'Eurobasket 2015, Steeve Louissaint et l'équipe nationale affrontent le Danemark en premier match. La Suisse l'emporte contre son adversaire mais sans Steeve Louissaint, contraint par une blessure au dos d'observer une période de repos. Cette indisponibilité qui se prolonge n'empêche heureusement pas l'équipe nationale de remporter son match suivant contre l'Autriche, puis un troisième de rang face au Danemark, en extérieur cette fois-ci, un quatrième contre le Luxembourg, et une défaite finale contre l'Autriche (97-96). Mais forte de ses succès antérieures et d'une différence de points favorables, l'équipe nationale atteint toutefois les demi-finales des qualifications de l'Eurobasket 2015. Malheureusement, la campagne qualificative s'arrête à ce stade de la compétition ; deux défaites consécutives contre la Bulgarie élimine en effet l'équipe suisse, alors que Steeve Louissaint n'a pas encore pu reprendre la compétition.
Soignant ses problèmes dorsaux à l'aide d'exercices de physiothérapie et de Yoga, le joueur reprend la compétition lors du championnat national, en ligue A. L'équipe des Lions de Genève l'emporte ainsi lors de la onzième journée contre Fribourg Olympic (87-78) Toutefois, moins de deux semaines plus tard, les Lions sont vaincus par l'Union Neuchâtel sur le score sans appel de 92-63.. Il s'agissait en quelque sorte d'un match « fratricide » puisque Gardner Louissaint est alors membre de l'équipe neuchâteloise.

### 2014

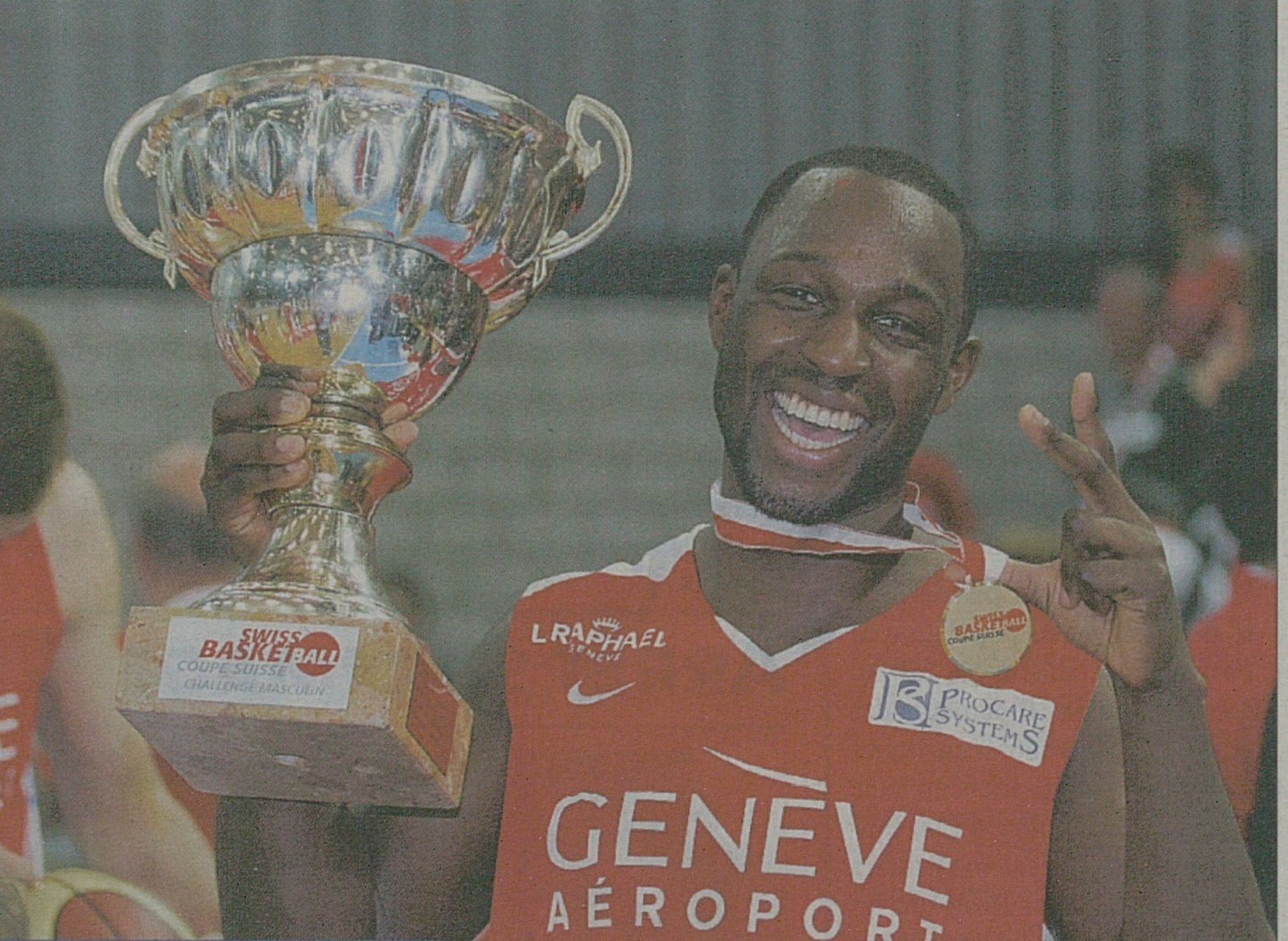
Steeve Louissaint tout sourire après sa victoire en finale de la Coupe de Suisse 2014.

En février 2014, Steeve Louissaint et l'équipe de Genève se hissent en finale de la Coupe de Suisse à la faveur d'une victoire contre Monthey (73-62). Durant ce match, Louissaint a marqué 12 points et réalisé 5 rebonds. En parallèle, son équipe se hisse en demi-finale de la Coupe de la Ligue et affronte Lugano, qu'elle a déjà battue à deux reprises depuis le début de l'année. Une troisième victoire face à cet adversaire permet aux Lions de Genève d'affronter une nouvelle fois l'Union Neuchâtel, pour une revanche de la défaite concédée à la fin de l'année précédente. Le match s'achève pourtant comme celui du mois de décembre 2013 : une victoire sans discussion d'Union Neuchâtel (71-59). Steeve Louissaint est alors l'objet de sentiments contradictoires ; la déception de la défaite et le plaisir de voir son petit frère, Gardner, emporter la Coupe de la Ligue.
Un mois plus tard, a lieu la finale de la Coupe de Suisse. En terres fribourgeoises, l'équipe des Lions de Genève remporte le match sur le score final de 73-59. Il s'agit de la première Coupe de Suisse pour le club de la cité de Calvin et la deuxième pour Steeve Louissaint, après celle remportée avec l'Union Neuchâtel en 2013

### 2015
En janvier 2015, Steeve Louissaint et l'équipe des Lions de Genève s'inclinent en demi-finale de la Coupe de Suisse, vaincus par l'équipe tessinoise sur le score de 70-65. C'est la première fois en quatre éditions de la coupe que les Lions ne se qualifient pas pour la finale. Quelque journal y voit alors comme un passage de témoin entre Steeve et son frère, Gardner, qualifié lui pour la finale avec l'Union Neuchâtel.
Pourtant, Steeve Louissaint et les Lions de Genève donnent une réplique quasiment immédiate à cette défaite, en remportant moins d'un mois plus tard, le 8 février, la Coupe de la Ligue, battant en finale Fribourg Olympic 73-64, avec notamment huit points marqués par leur joueur emblématique.
L'enchaînement de victoires se poursuit avec la qualification des Lions de Genève pour la finale du championnat de LNA messieurs, début mai 2015. En finale, Steeve Louissaint retrouve une fois de plus l'équipe Union Neuchâtel, dans laquelle évolue son frère Gardner. Menant 3-0 dans la série, les Lions de Genève manquent une première « balle de match », le 19 mai 2015, après avoir pourtant dominé au score jusque dans les toutes dernières minutes du match. Interviewé à la suite de ce match, Steeve Louissaint évoque alors une défaite « rageante », voyant néanmoins comme « un bon signe » pour son équipe et lui-même, d'être passés aussi près de la victoire, bien qu'ayant "mal joué". Finalement, les Lions remportent le championnat en battant Neuchâtel sur le score de 78-68, dans le dernier match de la série. Désormais, Steeve Louissaint a gagné tous les titres nationaux de basket possibles.
Par la suite, Steeve Louissaint endosse à nouveau le maillot de l'équipe nationale - pour la première fois depuis un an - à l'occasion d'un match amical contre l'équipe de Belgique, au collège Arnold-Raymond, à Pully ; victoire 65-57.
En fin d'année, dans un "remake" de la finale du championnat de LNA, Union Neuchâtel et les Lions de Genève se retrouvent en quart de finale de la Coupe de Suisse. L'équipe de Steeve Louissaint l'emporte alors sur le score 86-79 et se qualifie pour les demi-finales du tournoi.